# Isenay
Isenay (zwischen 1793 und 1801 mit der Schreibweise Ysenay) ist eine französische Gemeinde mit 102 Einwohnern (Stand 1. Januar 2022) im Département Nièvre in der Region Bourgogne-Franche-Comté. Sie gehört zum Arrondissement Château-Chinon (Ville) und zum Gemeindeverband Bazois Loire Morvan.

## Geografie
Die Gemeinde Isenay liegt am Aron westlich des Morvan-Gebirges, etwa 35 Kilometer ostsüdöstlich von Nevers. Parallel zum Aron verläuft hier der Canal du Nivernais mit drei Schleusen im Gemeindegebiet von Isenay. Die überwiegend flache bis leicht gewellte Landschaft zeigt einen Wechsel aus Feldern, Wiesen, kleineren Waldstücken und Hecken. Zur Gemeinde Isenay gehören die Dörfer Les Denays, Baudin, Les Malcives, La Bretonnière, Bourg Joly, Le Mousseaz, Les Tremblats, Mazille und L’Orsil sowie weitere Weiler und Einzelhöfe. Nachbargemeinden von Isenay sind Limanton im Norden, Vandenesse im Nordosten, Montaron im Südosten, Thaix im Südwesten, Saint-Gratien-Savigny im Westen sowie Montigny-sur-Canne im Nordwesten.

## Bevölkerungsentwicklung
| Jahr      | 1962 | 1968 | 1975 | 1982 | 1990 | 1999 | 2006 | 2014 | 2021 |
| Einwohner | 215  | 217  | 157  | 111  | 108  | 103  | 126  | 100  | 100  |

Im Jahr 1851 wurde mit 515 Bewohnern die bisher höchste Einwohnerzahl ermittelt. Die Zahlen basieren auf den Daten von cassini.ehess und INSEE.

## Sehenswürdigkeiten
- Kirche Sainte-Marie-Madeleine
- Schloss Tremblay
- Schloss Les Jailluères
- Oppidum an der Domaine Brûlé
- Drehbrücke über den Canal du Nivernais

## Wirtschaft und Infrastruktur
In der Gemeinde Isenay sind elf Landwirtschaftsbetriebe ansässig (hauptsächlich Rinder- und Pferdezucht).
Isenay liegt abseits der überregional wichtigen Verkehrswege. Östlich von Isenay verläuft die Fernstraße D37 von Château-Chinon (Ville) nach Cercy-la-Tour. 35 Kilometer westlich von Isenay besteht Anschluss an die Autoroute A77. Der Bahnhof der vier Kilometer entfernten Kleinstadt Cercy-la-Tour liegt an den Bahnstrecken Nevers-Chagny und Clamecy-Gilly-sur-Loire.

## Belege
1. ↑  Ortsname auf cassini.ehess.fr
2. ↑  Isenay auf cassini.ehess
3. ↑  Isenay auf insee.fr
4. ↑  Landwirtschaftsbetriebe auf annuaire-mairie.fr